# Уральское общество любителей естествознания

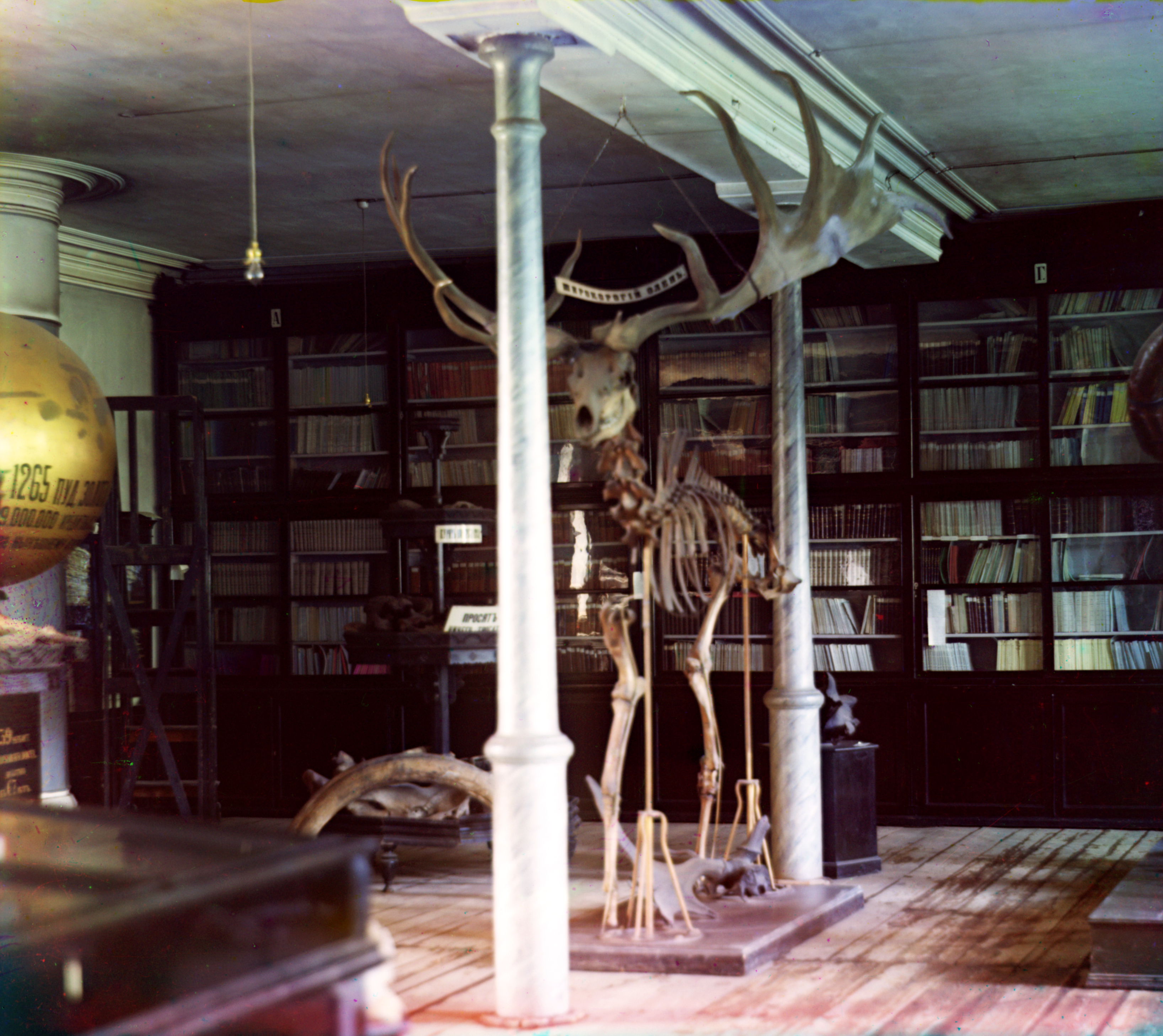
Скелет большерогого оленя в музее УОЛЕ. Фото Прокудин-Горский, 1910

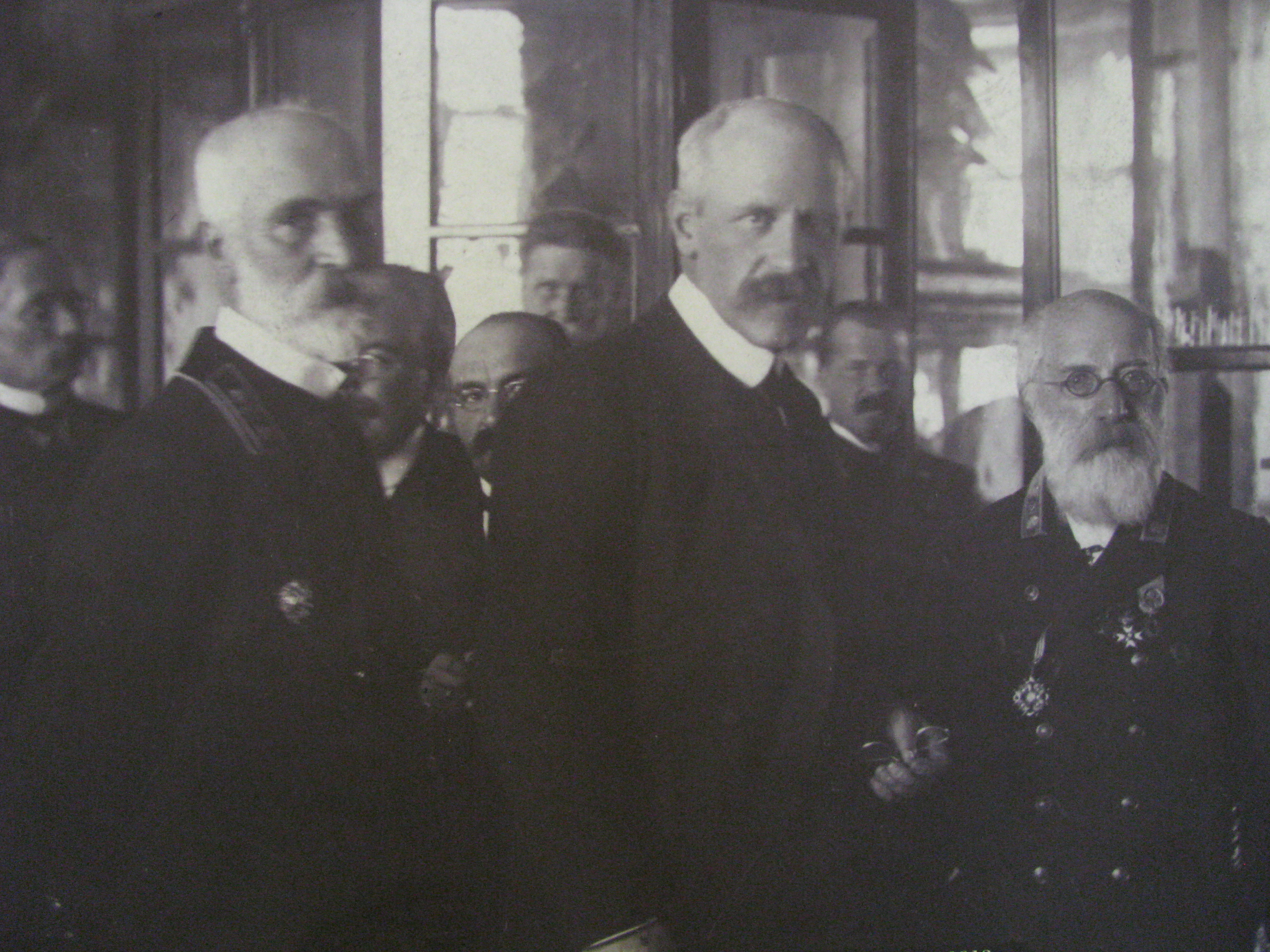
Фритьоф Нансен в УОЛЕ. 1913 г.

Уральское общество любителей естествознания (УОЛЕ) — одна из крупнейших научно-краеведческих общественных организаций Российской империи и СССР. До 1920-х годов общество являлось единственным центром общественно-краеведческого движения на Урале.

## История

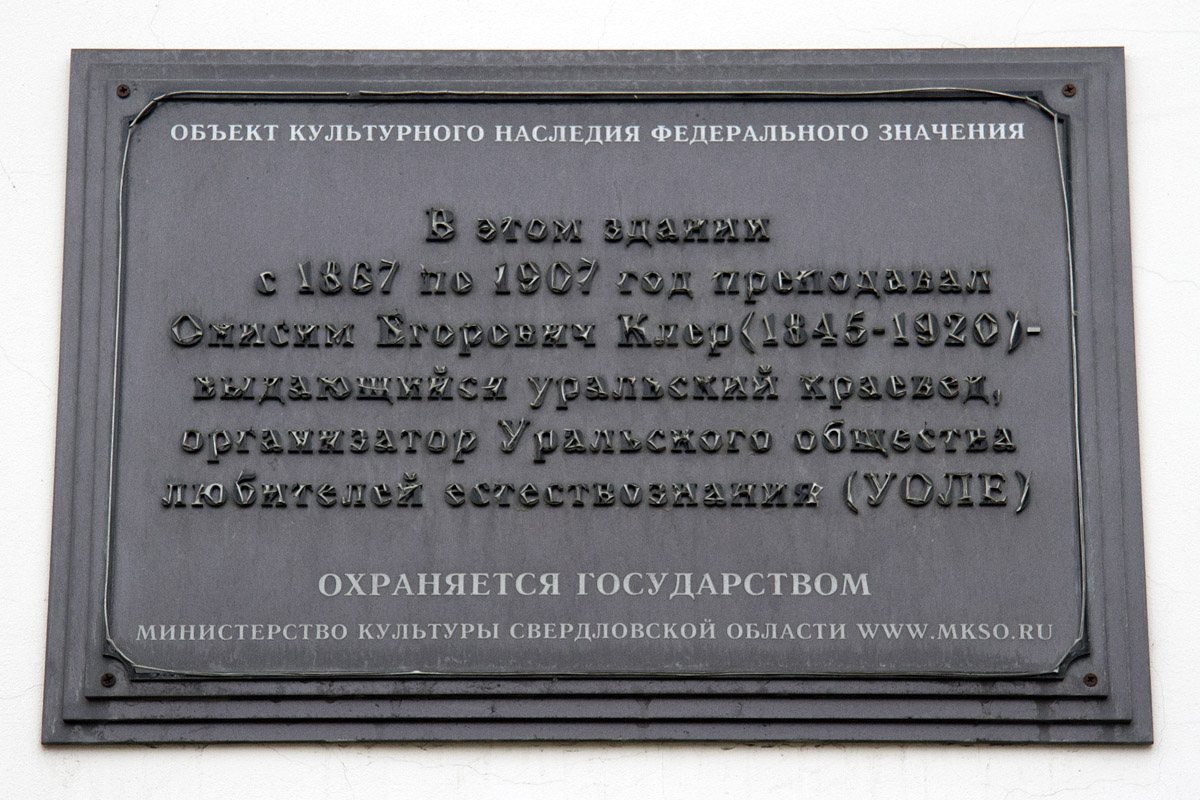
Памятная доска на фасаде Гимназии № 9, посвящённая О. Е. Клеру

Первое заседание УОЛЕ состоялось в Екатеринбурге 29 декабря 1870 года, ещё ранее — 28 сентября 1870 года министром народного просвещения был утверждён устав общества. Инициатором его создания был О. Е. Клер — преподаватель французского языка в мужской гимназии, где первое время и действовало общество. В состав учредителей вошли В. Д. Аленицин, Н. К. Чупин, А. А. Миславский, В. И. Обреимов, Н. А. Иосса, П. В. Рудановский, Л. П. Сабанеев и другие — всего 80 человек, большинство из учредителей общества являлись представителями интеллигенции.

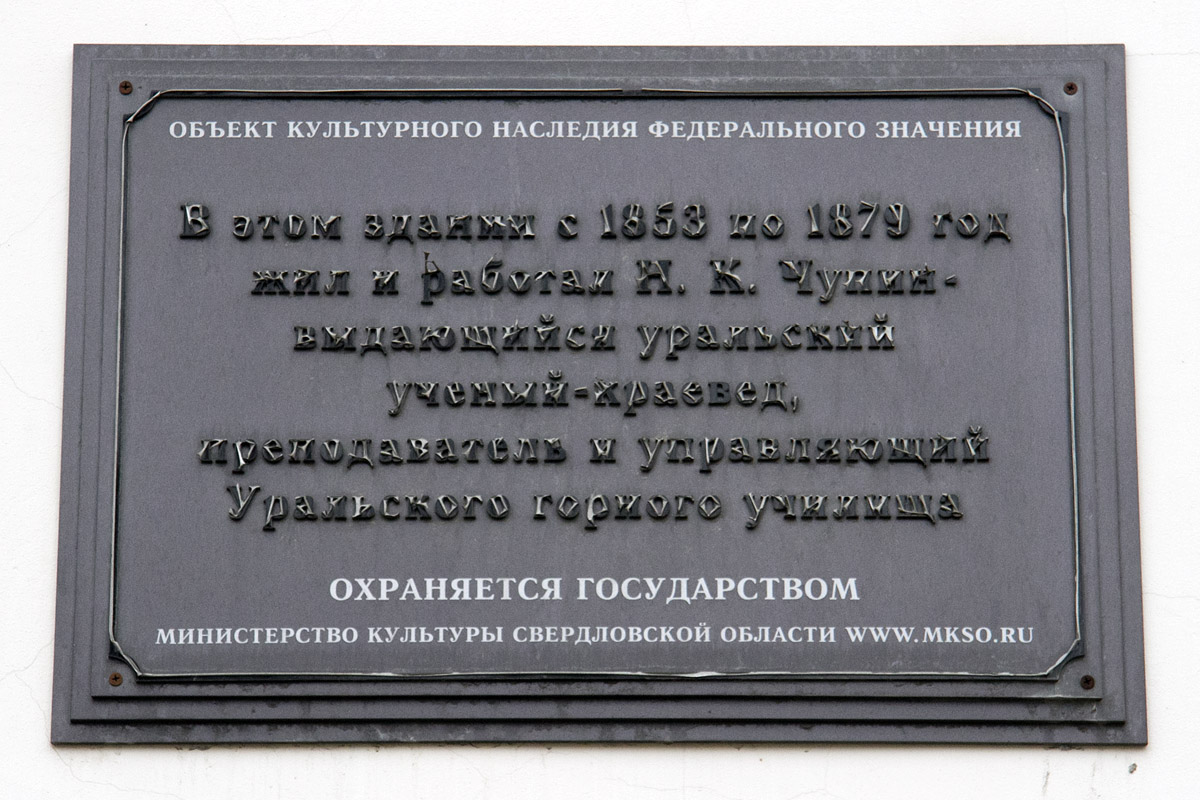
Памятная доска на фасаде Гимназии № 9, посвящённая Н. К. Чупину

Главную цель своего создания общество объявило в Уставе. Она была двуединой:
1. изучение и исследование Уральского края в естественно-историческом отношении;
2. распространение естественно-исторических знаний в этом крае[4].

Таким образом, первоначально предполагалось, что предметом изучения общества будет природа Урала. Но уже в первые годы деятельности УОЛЕ стало выходить в своих исследованиях за эти рамки, обратившись также и к археологии, этнографии, статистике, истории.
В одно и то же время с открытием УОЛЕ были основаны его библиотека и музей, открывшийся для посещения 27 декабря 1888 года.
При Уральском обществе любителей естествознания работало несколько комиссий: метеорологическая (с 1875 года), археологическая (с 1890 года), сельскохозяйственная (с 1895 года), комиссия по распространению естественно-исторических знаний (с 1896 года), комиссия по охране памятников природы (с 1914 года), по охране научных и художественных ценностей (в 1919 году), комиссия по истории Екатеринбурга (в 1922—1923 годах) и ряд других. В 1890 году была образована Пермская комиссия УОЛЕ и научно-промышленный музей в Перми. К 1913 году общество сотрудничало со 185 отечественными и 120 зарубежными научными и общественными организациями.
Во время революционных событий музей общества подвергся погромам. 26 апреля 1917 года были уничтожены гипсовые бюсты российских императоров, повреждены картины с изображениями правителей, похищены литые бюсты Александра II и Николая II. Для сохранения культурных ценностей осенью 1919 года по инициативе О. Е. Клера была создана Комиссия по охране научных и художественных ценностей при уездном отделе народного образования. Часть изъятых из опустевших особняков экспонатов пополнила музей УОЛЕ.
Изначально общество существовало за счёт членских взносов, пожертвований частных лиц, пособий уральских земств и Екатеринбургской городской управы. Начиная с 1895 года УОЛЕ получало крупное ежегодное правительственное пособие, а с 1921 года было поставлено на государственный бюджет.
Благодаря деятельности УОЛЕ были организованы:
- Сибирско-Уральская научно-промышленная выставка (1887);
- 1 съезд музыкальных деятелей Урала (1921);
- II областной съезд деятелей краеведения (1924).

УОЛЕ создало на Урале широкую метеорологическую сеть, включавшую на 1914 год 61 станцию. Члены УОЛЕ вели фенологические наблюдения, занимались ботаникой и зоологией, археологией и этнографией. Музей общества являлся богатейшим собранием природных и исторических экспонатов (более 25 000 на 1910 год). Библиотека общества к 1925 году насчитывала более 80 000 томов. В 1925 году музей и библиотека, выделенные из состава УОЛЕ, получили статус государственных.
За всё время существования Уральского общества любителей естествознания в его рядах состояло более 2500 членов. Общество имело широкие научные связи, в том числе и за пределами России.
В ноябре 1928 году в общество пришло письмо из Свердловского окружного исполкома Советов рабочих, крестьянских, красноармейских и казачьих депутатов. В нём говорилось: «В связи с изданием инструкции НКВД № 247 „О порядке утверждения Уставов обществ и союзов, не преследующих целей извлечения прибыли, регистрации и надзора за их деятельностью“ и инструкции № 248 о перерегистрации означенных обществ и союзов… не позднее 1 декабря 1928 года представить документы». Среди этих документов требовались списки членов с указанием служебного и общественного положения с 1914 года, партийности, социального и имущественного положения, судимости и т. д. УОЛЕ представило все необходимые документы, но перерегистрация общества утверждена не была. Фактически УОЛЕ, таким образом, было закрыто. Отдельные комиссии и секции его ещё продолжали работать при музее до 1930 года. Но как общественная организация УОЛЕ официально прекратило своё существование в 1929 году.
После ликвидации УОЛЕ музей продолжал существовать, дав начало Уральскому областному государственному музею. К концу 1920-х годов музей обладал крупнейшей коллекцией в регионе.

### Руководство
Президенты общества:
- В. А. Грамматчиков (январь-сентябрь 1871);
- И. П. Иванов (1871—1897);
- П. П. Боклевский (1897—1899);
- А. А. Миславский (1899—1904);
- Р. Г. Миквиц (1904—1909);
- О. Е. Клер (1909—1921);
- М. О. Клер (1921—1923);
- Я. А. Истомин (1924—1929);

### Издания
В 1873—1927 годах общество издавало научный журнал «Записки Уральское общество любителей естествознания». Первые «Записки УОЛЕ» состояли из протоколов заседаний, к которым прилагались подготовленные доклады, позже стали публиковаться и научные статьи. Первые же тома стали публиковаться также и на французском языке, что дало обществу возможность обмениваться изданиями с научными институтами по всему миру. Всего вышло 40 томов журнала в 106 выпусках.